# Grigore Cobălcescu

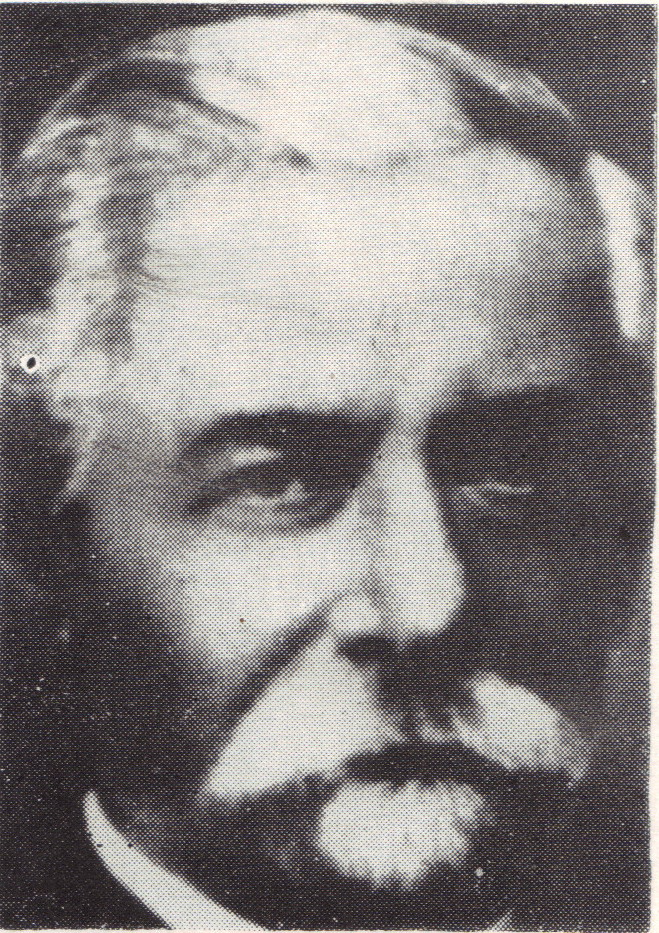
Grigore Cobălcescu

Grigore Cobălcescu (n. 22 septembrie 1831, Iași, Moldova – d. 21 mai 1892, Iași, România) a fost un geolog și paleontolog român, membru titular al Academiei Române din 1886. Este considerat creatorul școlii românești de geologie și întemeietorul cercetărilor geofizice din România.
Grigore Cobălcescu a fost primul profesor de geologie și mineralogie la Universitatea din Iași. A elaborat prima lucrare românească de geologie, Calcarul de la Răpidea (1862) dedicată fosilelor din rezervația geologică și paleontologică Repedea de lângă Iași.
Insula Cobălcescu din arhipelagul Palmer (în Antarctica, la granița dintre oceanele Pacific și Atlantic) îi poartă numele. Numele a fost propus de Emil Racoviță, în timpul expediției sale pe vasul Belgica.